# Chile na Letnich Igrzyskach Olimpijskich 1948
Chile na Letnich Igrzyskach Olimpijskich 1948, reprezentowane było przez 54 sportowców (50 mężczyzn i 4 kobiety). Był to 7. start reprezentacji w historii letnich igrzysk olimpijskich.

## Reprezentanci

### Boks
Mężczyźni
- Celestino González
  - waga kogucia – 5. miejsce

- Manuel Vidella
  - waga piórkowa – 9. miejsce

- Eduardo Cornejo
  - waga lekka – 17. miejsce

- Humberto Loayza
  - waga półśrednia – 9. miejsce

- Víctor Bignon
  - waga ciężka – 9. miejsce

### Kolarstwo
Mężczyźni
- Rafael Iturrate
  - wyścig indywidualny ze startu wspólnego – nie ukończył

- Exequiel Ramírez
  - wyścig indywidualny ze startu wspólnego – nie ukończył

- Rogelio Salcedo
  - wyścig indywidualny ze startu wspólnego – nie ukończył

- Mario Masanés
  - wyścig indywidualny ze startu wspólnego – nie ukończył
  - sprint - 5. miejsce

- Rafael Iturrate, Exequiel Ramírez, Mario Masanés, Rogelio Salcedo
  - wyścig drużynowy ze startu wspólnego – nie ukończyli

### Koszykówka
Mężczyźni
- Andrés Mitrovic, Eduardo Cordero, Eduardo Kapstein, Exequiel Figueroa, Hernán Raffo, Juan José Gallo, Luis Marmentini, Manuel Ledesma, Marcos Sánchez, Roberto Hammer, Victor Mahaña, Eduardo Parra
  - drużynowo - 6. miejsce

### Lekkoatletyka
Mężczyźni
- Alberto Labarthe
  - bieg na 100 m - odpadł w eliminacjach

- Carlos Silva
  - bieg na 100 m - odpadł w eliminacjach

- Gustavo Ehlers
  - bieg na 400 m - odpadł w eliminacjach

- Jaime Itlmann
  - bieg na 400 m - odpadł w eliminacjach

- Enrique Inostroza
  - maraton – 15. miejsce

- Mario Recordón
  - bieg na 110 m przez płotki – odpadł w eliminacjach

- Sergio Guzmán
  - bieg na 400 m przez płotki – odpadł w eliminacjach

- Jaime Itlmann, Carlos Silva, Sergio Guzmán, Gustavo Ehlers
  - sztafeta 4 x 100 m - odpadli w eliminacjach

- Alfredo Jadresic
  - skok wzwyż - 9. miejsce

- Carlos Veras
  - trójskok - 23. miejsce

- Edmundo Zúñiga
  - rzut młotem - 21. miejsce

- Hernán Figueroa
  - dziesięciobój - 20. miejsce

- Mario Recordón
  - dziesięciobój - 24. miejsce

Kobiety
- Betty Kretschmer
  - bieg na 100 m - odpadła w eliminacjach
  - bieg na 200 m - odpadła w eliminacjach

- Annegret Weller-Schneider
  - bieg na 200 m - nie ukończyła

- Marion Huber
  - bieg na 80 m przez płotki - odpadła w eliminacjach

- Betty Kretschmer, Annegret Weller-Schneider, Marion Huber, Adriana Millard
  - sztafeta 4 x 100 m - odpadły w eliminacjach

### Pięciobój nowoczesny
Mężczyźni
- Nilo Floody
  - indywidualnie - 9. miejsce

- Hernán Fuentes
  - indywidualnie - 24. miejsce

### Piłka wodna
Mężczyźni
- Teodoro Salah, Luis Aguirrebeña, Isaac Froimovich, Pedro Aguirrebeña, Augusto Hurtado, José Salah, Svante Törnvall, Osvaldo Martínez
  - drużynowo - 13. miejsce

### Skoki do wody
Mężczyźni
- Günther Mund
  - trampolina 3 m - 26. miejsce

### Strzelectwo
Mężczyźni
- Roberto Müller
  - pistolet szybkostrzelny 25 m – 21. miejsce
  - pistolet dowolny 50 m - 40. miejsce

- Ignacio Cruzat
  - pistolet szybkostrzelny 25 m – 42. miejsce
  - pistolet dowolny 50 m - 18. miejsce

- P. Peña y Lillo
  - pistolet szybkostrzelny 25 m – 47. miejsce

- L. Ruíz
  - pistolet dowolny 50 m - 37. miejsce

### Szermierka
Mężczyźni
- Enrique Accorsi
  - floret indywidualnie - odpadł w eliminacjach
  - szabla indywidualnie - odpadł w eliminacjach

- Ignacio Goldstein
  - floret indywidualnie - odpadł w eliminacjach
  - szpada indywidualnie - odpadł w eliminacjach

- Andrés Neubauer
  - szpada indywidualnie - odpadł w eliminacjach